# Klondike Highway

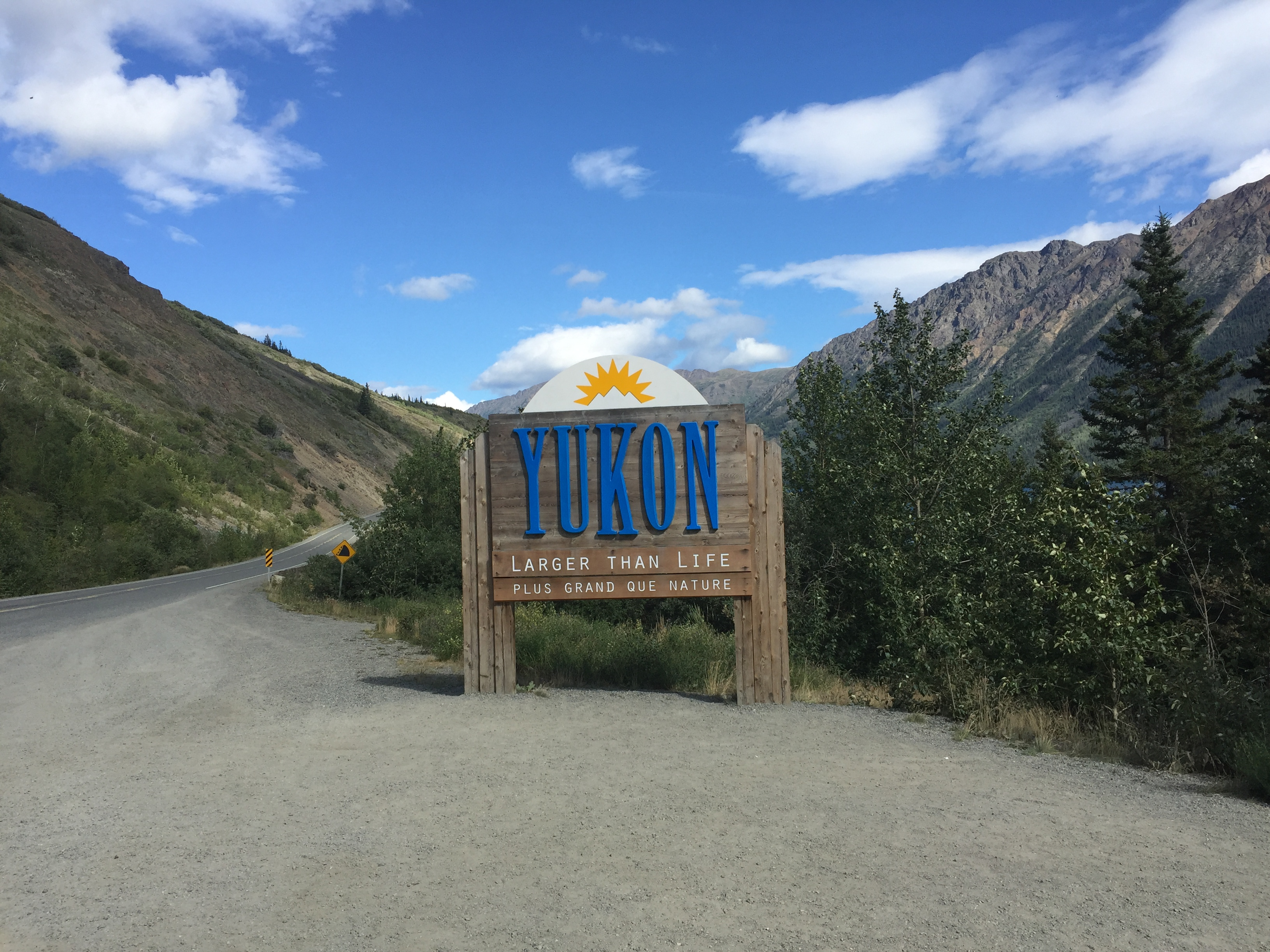
Der Klondike Highway an der Grenze zum Yukon Territory

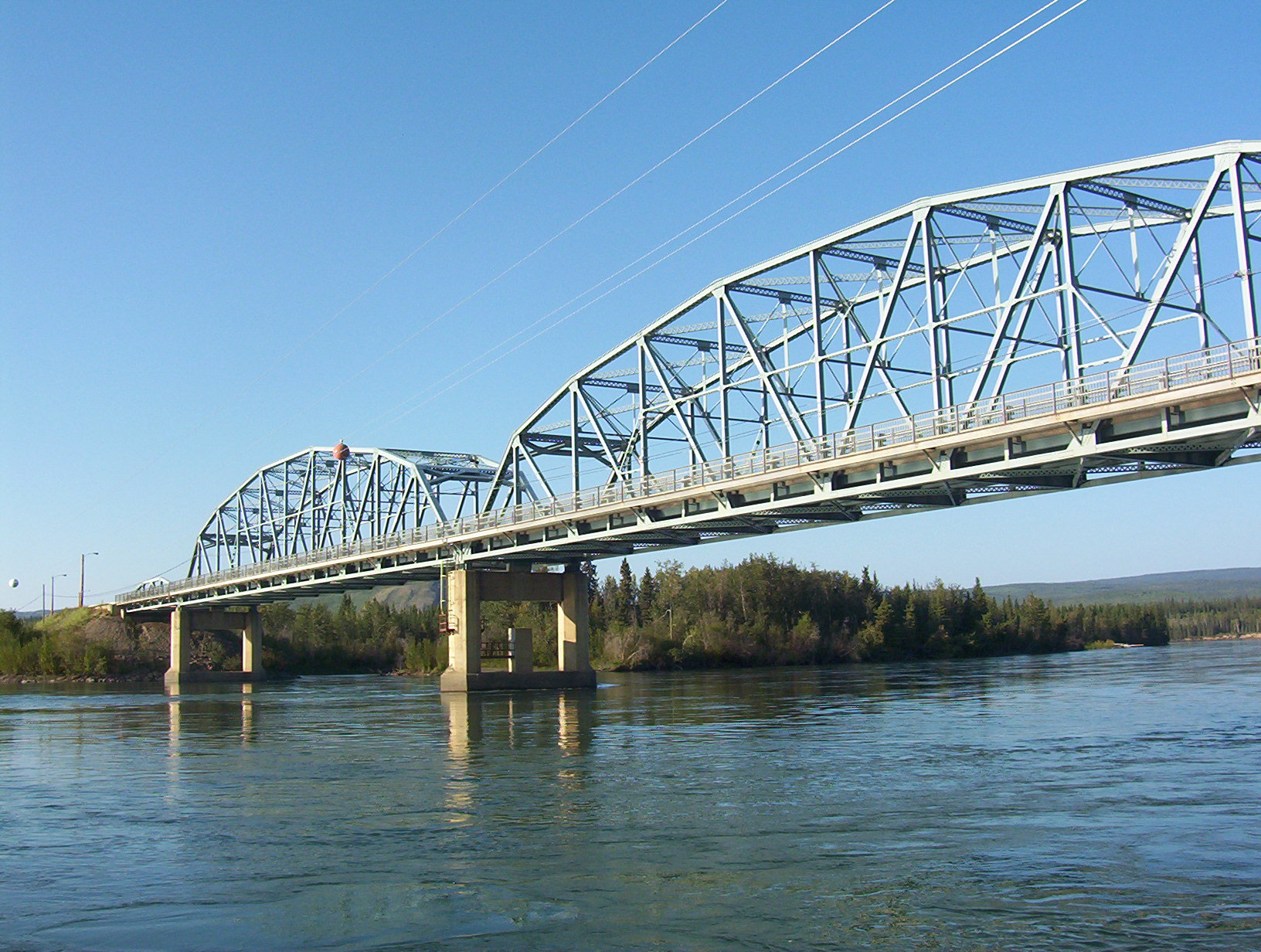
Der Klondike Highway führt über den Yukon River auf der Carmacks-Bridge

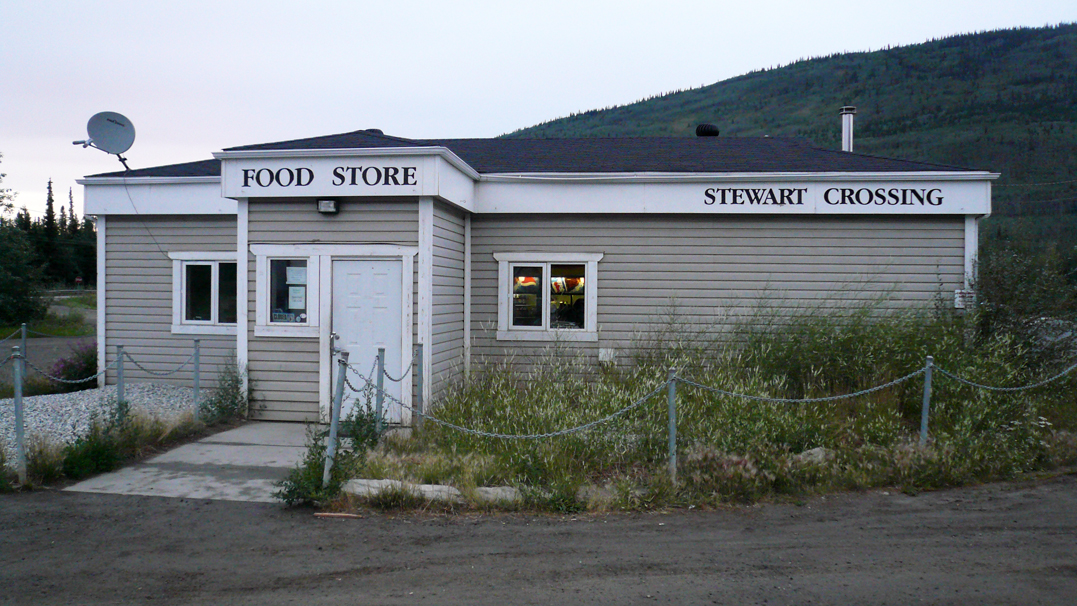
Laden in Stewart Crossing

Der Klondike Highway ist eine 708,4 km (442,7 mi) lange internationale Fernstraße, die Skagway (Alaska) mit Dawson (Yukon Territory) verbindet.

## Allgemeines
Der Klondike Highway ist – wie der Klondike River – benannt nach dem aus der Gwichʼin-Sprache stammenden Wort „Throndiuk“, das so viel heißt wie „Schlagsteinwasser“ oder auch „Fluss voller Fische“.
In Alaska heißt die Straße offiziell „Alaska Route 98“, in Kanada „Yukon Highway 2“. Bis 1978 hatte der nicht eröffnete Abschnitt zwischen der Grenze von British Columbia und Carcross keine offizielle Highway-Nummer, der Highway nördlich von Carcross bis zum Alaska Highway wurde Highway 5 bezeichnet, und der Schlussabschnitt zwischen Stewart Crossing und Dawson hieß Highway 3. Der Abschnitt durch British Columbia wird heute von der Regierung des Yukon verwaltet und trägt dementsprechend die Bezeichnung Yukon Highway 2.
Der größte Teil der Gesamtstrecke verläuft zu 89 % in Kanada.

## Verlauf

### Überblick
Gewählt wird der Verlauf von Süden nach Norden, den auch die Goldsucher beim Klondike-Goldrausch ab August 1896 nahmen.
| Ortschaft        | Bundesstaat/Provinz         | Entfernung in km | Entfernung in mi |
| ---------------- | --------------------------- | ---------------- | ---------------- |
| Skagway          | Alaska                      | 0                | 0                |
| Grenze           | Vereinigte Staaten – Kanada | 22               | 14               |
| Grenze           | British Columbia – Yukon    | 57               | 36               |
| Carcross         | Yukon                       | 24               | 15               |
| Whitehorse       | Yukon                       | 72               | 45               |
| Carmacks         | Yukon                       | 177              | 110              |
| Stewart Crossing | Yukon                       | 177              | 110              |
| Dawson City      | Yukon                       | 179              | 112              |
| gesamt           |                             | 708              | 443              |

In Alaska hat der Klondike Highway eine Länge von 24 km, in British Columbia 57 km (dort keine Ortschaft) und in Yukon Territory 627 km.

### Einzelheiten
Die einzige Straßenverbindung von und nach Skagway ist der Klondike Highway. Ansonsten besteht als Verbindung zu Städten in Alaska (nach Süden: unter anderem Juneau, Ketchikan, Wrangell) und den USA (Bellingham) nur die Linienfähre des Alaska Marine Highway Systems.
Auf dem Weg in Richtung Norden erreicht man von Skagway aus die Grenze nach Kanada am White Pass, einem 873 m hohen Gebirgspass in den Boundary Ranges der Coast Mountains. Hier wechselt gleichzeitig auch die Zeitzone von der Alaska Standard Time (−10 h GMT) in die Pacific Time (−9 h GMT). In British Columbia führt der Klondike Highway vorbei am Tutshi Lake nach Carcross (Yukon Territory), das am Bennett Lake liegt. Weiter nördlich folgt Carcross Cutoff, wo sich der Klondike Highway mit dem Alaska Highway vereint. Nach 72 km wird Whitehorse erreicht, die Hauptstadt des Yukon Territory. Die Quelle des Yukon River befindet sich im Marsh Lake südöstlich von Whitehorse in der Nähe des Alaska Highway. Nördlich von Whitehorse trennen sich beide Highways wieder, und der Klondike Highway führt nun am Lake Laberge und den Five Finger Rapids des Yukon River vorbei nach Carmacks. Auf dem Weg nach Stewart Crossing verläuft der Highway weiter parallel zum Yukon River, wo etwas abseits das berühmte Fort Selkirk am Zusammenfluss von Yukon River und Pelly River liegt. Die letzte Etappe führt über 179 km entlang des Klondike Rivers nach Dawson City, wo der Klondike Highway auf der Front Street endet. Hier ermöglicht eine Fähre über den Yukon River die Weiterfahrt über den Top of the World Highway (Highway 9) nach Alaska. Von Dawson zur US-Grenze sind es 110 km.

## Geschichte

### South Klondike Highway
Die ursprünglichen 53 km (33 mi), die in der Region als Carcross Road bekannt ist, wurde 1942 ursprünglich als Teil des Alaska Highways angesehen, bis ein Jahr später eine Straße nach Marsh Lake eröffnet wurde. Bezeichnet als Yukon Highway 5 formte sie mit dem damaligen Highway 6, der Tagish Road, (heute als Yukon Highway 8 bezeichnet). Die Straße wurde 1978 zum Highway 2 umbenannt, weil sie neu zum Klondike-Highway-System gezählt wurde. Während der 1980er Jahre wurde der Highway massiv ausgebaut. Anwohner, die bis 25 km (16 mi) vom Alaska Highway entfernt leben, geben ihre Adresse immer noch mit den historischen Meilenangaben an, die beim Alaska Highway beginnen, obwohl diese aufgrund von Korrekturen nicht mehr genau sind, und die Kilometersteine die Distanz zum Fährenterminal in Skagway angeben.
Der Bau der „Carcross-Skagway-Straße“ begann in den 1950er Jahren und wurde während des Aufstiegs zu einem Passübergang unterbrochen. 1976/77 wurde der Bau wieder aufgenommen, und im August 1978 war die Straße zwischen Skagway und Carcross fertiggestellt. In diesem Jahr war der Highway noch für einige wenige Wochen geöffnet, bevor er für den Winter geschlossen wurde. Die erste komplette Saison war 1979.
Ursprünglich als Panoramastraße gebaut, wurde die Straße nach und nach immer wichtiger für den gewerblichen Verkehr, was das Ende der White Pass and Yukon Railway bedeutete, die heute nur noch für Touristen geöffnet ist. Die neuen Besitzer der Faro-Mine vereinbarten mit der Regierung, dass die Straße ganzjährig geöffnet bleiben soll. Im Winter 1985/86 war sie zum letzten Mal über den Winter gesperrt.
Der Highway-Abschnitt zwischen Carcross und Skagway wurde während der 1980er und 1990er Jahre mehrmals massiv begradigt und asphaltiert. Obwohl die Straße nicht mehr durch den Minenverkehr befahren wird, wird sie weiterhin von Tanklastern und Touristen gerne genutzt. Südlich von Carcross führt der Klondike Highway entlang dem Westufer des Tutshi Lake.

### North Klondike Highway
Die Qualität der Straßen von Whitehorse nach Dawson City war vor 1950 schlecht und nur für die härtesten und widerstandsfähigsten Fahrzeuge und Reisenden geeignet. Die „Whitehorse-Mayo-Straße“, der originale Highway 2, führte von Whitehorse nach Stewart Crossing und drehte nach Nordosten nach Mayo, Elsa und Keno City.
Während des Baus des Alaska Highway im Jahre 1942 erschloss man 1943 entlang des Marsh Lake eine Gegend, in der heute der Klondike Highway verläuft. Mit der Eröffnung der Captain William Moore Bridge nördlich von Skagway im Jahre 1976 war der Klondike Highway komplett.